# Arvid Andrén
Knut Emil Arvid Andrén, född 10 februari 1902 i Trelleborgs församling, Malmöhus län, död  14 juni 1999 i Helgeands församling, Lund, Skåne län, var en svensk antikvetare.
Andrén var docent vid Lunds och Stockholms universitet, och erhöll professors namn 1964. Han deltog i ett flertal arkeologiska utgrävningar i medelhavsvärlden, bland annat i Messenien och Ardea. Andrén var föreståndare för Svenska institutet i Rom 1948 och 1964–1966. Hans doktorshandling Architectural terracottas from Etrusco-Italic temples (1940) kom länge att bli det internationella standarverket för studiet rörande etruskiska takterrakottor.